# Оля Харизанова
Оля Борисова Харизанова е професор по библиотекознание в Софийския университет „Св. Климент Охридски“.

## Биография
Родена е на 13 октомври 1959 г. в Петрич. Завършва висше образование през 1984 г. във Факултета по математика и механика (сега Факултет по математика и информатика) на Софийския университет. През 1997 г. завършва следдипломна квалификация по Реторика в Софийски университет „Св. Климент Охридски“. През 2001 г. защитава докторат пред ВАК на тема „Реторическото парламентарно общуване в България (1990 – 1996)“ и получава образователна и научна степен „доктор“ (Философия на културата, политиката, правото и икономиката). През 2010 г. защитава докторат пред ВАК на тема „Методика за периодично идентифициране на информационното и комуникационното развитие на българските библиотеки“ и става доктор на философските науки (Информационно-търсещи системи).
От ноември 2011 г. е професор по Информационно-търсещи системи към катедра „Библиотекознание, научна информация и културна политика“ (Философски факултет). Преди това, през март 2005 г. е избрана за доцент по Информационно-търсещи системи в същия университет.
В периода октомври 2013 – ноември 2016 е била ръководител на катедра „Библиотекознание, научна информация и културна политика“, Философски факултет, Софийски университет „Св. Климент Охридски“.
В периода юли 2005 – февруари 2017 е била директор на Център за образователни услуги на Софийски университет „Св. Климент Охридски“.
От ноември 2012 г. е заместник-декан на Философски факултет (Софийски университет „Св. Климент Охридски“).
За периода 2001 – 2017 е участвала в общо 36 проекта, повечето от които са свързани с развитието на Информационното общество, ИКТ развитие, разработване на електронно съдържание и електронно обучение (в 11 като ръководител, в 25 като ключов експерт, експерт или участник).
До октомври 2017 г. има общо 90 публикации, от които 17 книги (8 монографии и 9 в съавторство), 22 учебника и учебни пособия, 51 студии и статии. Сред тях са:
Преподава в бакалавърска, магистърска и докторска степен курсовете:
- Въведение в информационните и комуникационните технологии,
- Бази от данни,
- Уеб проектиране,
- Уеб технологии,
- Презентация и презентиране,
- Компютърна обработка на емпирични данни (SPSS).

## Книги
- Информационно и комуникационно развитие на библиотеките: Система от индикатори. Унив. изд. „Св. Кл. Охридски“, С., 2010, 248 с. (ISBN 978-954-07-3137-7)
- Библиотеките и мрежовото общество: Ефекти и трансформации. Унив. изд. „Св. Кл. Охридски“, С., 2010, 288 с. (ISBN 978-954-07-3089-9)
- Българските библиотеки и информационното общество. Унив. изд. „Св. Кл. Охридски“, С., 2007, 180 с. (ISBN 978-954-07-2661-8)
- Компютърни мрежи – информационна инфраструктура и технологии. Печат медия дизайн, С., 2003, 220 с. (ISBN 954-9300-04-8)
- Хипертекстова информационна система WWW: Въведение в основните характеристики на системата и нейните услуги. ЦПОБ, 2003, 61 с. (ISBN 954-9837-09-2)
- Общуването във вариант „човек – компютърна мрежа – човек“. ЦПОБ, 2003, 32 с. (ISBN 954-9837-08-4)
- Парламентарна реторика. Унив. изд. „Св. Кл. Охридски“, С., 2001, 135 с. (ISBN 954-07-1594-6)
- Парламентарната реторика на българския преход. Унив. изд. „Св. Кл. Охридски“, С., 2000, 273 с. (ISBN 954-07-1447-8)

Студии и статии
- Криптовалутите – митове и реалности[неработеща препратка]. – В: Годишник на Софийския университет „Св. Климент Охридски“ – Философски факултет, кн. Библиотечно-информационни науки, т. 8/2016.
- Интернет гравитация. – В: сб. Екология на виртуалните реалности: киберлексикон, с. 12 – 27, 2016 (ISSN 2534 – 9171)
- Книга за смет. – В: сб. През призмата на информационната наука // Сборник, посветен на 70-годишния юбилей на доц. д-р Нина Шуманова, Унив. изд. „Св. Климент Охридски“, 2016, с. 308 – 320 (ISBN 978-954-07-4164-2)
- Моделът „библиотека“ в България. – В: сп. Библиотека, бр. 5/ 2015, с. 56 – 70 (ISSN 0861-847X)
- Някои аспекти на организационната култура в българските регионални библиотеки[неработеща препратка]. – В: Годишник на Софийския университет „Св. Климент Охридски“ – Философски факултет, кн. Библиотечно-информационни науки, т. 7/2015, с. 173 – 199.
- Генезис и развитие на компютърните системи за виртуална реалност. – В: сб. Екология на виртуалните реалности, Проектория, С., 2015, с. 41 – 57 // Genesis and development of virtual reality computer systems. – In: Ecology of Virtual Realities, Proectoria, Sofia, 2015, pp. 118 – 132 [ISBN 978-619-156-117-9 (pdf), ISBN 978-619-156-118-6 (ePub), ISBN 978-619-156-119-3 (mobi)]